# Parcelacja (województwo małopolskie)
Parcelacja – kolonia w Polsce położona w województwie małopolskim, w powiecie miechowskim, w gminie Miechów.
W latach 1975–1998 miejscowość należała administracyjnie do województwa kieleckiego, sąsiadując z województwem krakowskim. 